# Долларс-Корнер (Вашингтон)
Долларс-Корнер (англ. Dollars Corner) — переписна місцевість (CDP) в США, в окрузі Кларк штату Вашингтон. Населення — 1246 осіб (2020).

## Географія
Долларс-Корнер розташований за координатами 45°46′49″ пн. ш. 122°36′0″ зх. д. / 45.78028° пн. ш. 122.60000° зх. д. (45.780236, -122.599968).  За даними Бюро перепису населення США в 2010 році переписна місцевість мала площу 10,25 км², уся площа — суходіл.

## Демографія
Згідно з переписом 2010 року, у переписній місцевості мешкало 1108 осіб у 387 домогосподарствах у складі 304 родин. Густота населення становила 108 осіб/км².  Було 413 помешкання (40/км²).
Расовий склад населення:
| - 92,2 % — білих - 1,9 % — азіатів - 1,1 % — корінних американців - 0,7 % — вихідців з тихоокеанських островів - 0,2 % — чорних або афроамериканців - 1,5 % — осіб інших рас |

До двох чи більше рас належало 2,3 %. Частка іспаномовних становила 5,8 % від усіх жителів.
За віковим діапазоном населення розподілялося таким чином: 24,2 % — особи молодші 18 років, 62,4 % — особи у віці 18—64 років, 13,4 % — особи у віці 65 років та старші. Медіана віку мешканця становила 41,4 року. На 100 осіб жіночої статі у переписній місцевості припадало 106,7 чоловіків;  на 100 жінок у віці від 18 років та старших — 107,9 чоловіків також старших 18 років.